# Nowa gospodarka
Nowa gospodarka (ang. new economy) – gospodarka oparta na coraz większym udziale wiedzy i informacji, co znajduje odzwierciedlenie w szczególności w rozwoju technologii informacyjnych i komunikacyjnych, przyczyniając się do postępującej globalizacji.
Termin używany jest do określenia rezultatów przekształceń gospodarki Stanów Zjednoczonych z gospodarki opartej na przemyśle na gospodarkę opartą na rozwoju technologii. Zdaniem wielu ekonomistów te zmiany wywołały wkroczenie kraju na ścieżkę trwałego rozwoju, niskiego bezrobocia oraz częściowej immunizacji wobec wahań koniunkturalnych.
Nową gospodarkę, której podstawą była wiedza, charakteryzowała przewaga pracy umysłowej nad fizyczną oraz innowacyjności nad produkcją masową. Jej ważnymi atrybutami były: konkurencja w skali światowej oraz stałe zmiany technologiczne i organizacyjne, wykorzystujące komputeryzację. W rozwoju nowej gospodarki (gospodarki opartej na wiedzy) wielką rolę odgrywało partnerstwo i współpraca sektora prywatnego oraz państwowego. Wysoką rangę zyskały działania, szczególnie w obszarze szkolnictwa, służące pomnażaniu kapitału ludzkiego i kapitału społecznego.

## Pochodzenie terminu
Magazyn „Time” opublikował w 1983 roku artykuł pod nazwą „The new economy”, w którym opisane zostało przeobrażenie z gospodarki przemysłowej w gospodarkę opartą na technologii. Później termin został wielokrotnie stosowany przez czasopismo Newsweek, co spowodowało jego popularyzację.